# Mexicana Universal Michoacán
Mexicana Universal Michoacán (hasta 2016 llamado Nuestra Belleza Michoacán) es un concurso a nivel estatal en Michoacán, México, que selecciona a la representante estatal rumbo al certamen nacional Mexicana Universal (antes llamado Nuestra Belleza México), aspirando así a representar al país a nivel internacional en alguna de las plataformas que se ofrecen.
La organización estatal ha logrado los siguientes resultados desde 1994:
- Ganadoras: 1 (2022)
- Top 10/11/12: 3 (2004, 2006, 2015)
- Top 15/16: 1 (2010)
- Top 20/21: 2 (2003, 2018)
- Sin clasificación: 20 (1994, 1995, 1996, 1997, 1998, 1999, 2000, 2001, 2002, 2005, 2007, 2008, 2009, 2011, 2012, 2013, 2014, 2016, 2019, 2021)
- Ausencias: 2 (2000, 2001)

#### Reinas Nacionales
- Melissa Flores - Mexicana Universal 2023
- Magdalena Chiprés -  Reina Hispanoamericana México 2016 (Designada)

## Reinas Titulares
A continuación se presentan los nombres de las ganadoras anuales de Mexicana Universal Michoacán, enumeradas en orden ascendente, así como los resultados obtenidos durante el certamen nacional de Mexicana Universal. Así mismo se destacan en algún color las reinas estatales que representaron al país en alguna franquicia actual o que tuvo la organización nacional a través de los años.
| Franquicias actuales: - Compitió en Miss International. - Compitió en Miss Grand International. - Compitió en Miss Charm. - Compitió en Reina Hispanoamericana. - Compitió en Miss Orb International. - Compitió en Nuestra Latinoamericana Universal. | Antiguas franquicias: - Compitió en Miss Universe. - Compitió en Miss World. - Compitió en Miss Continente Americano. - Compitió en Miss Costa Maya International. - Compitió en Miss Atlántico Internacional. - Compitió en Miss Verano Viña del Mar. - Compitió en Reina de la Atlantida. - Compitió en Reina Internacional del Café. - Compitió en Reina Internacional de las Flores. - Compitió en Señorita Continente Americano. - Compitió en Nuestra Belleza Internacional. |

| Año                                                                        | Reina Titular                                                                           | Originaria                                                                              | Clasificación                                                                           | Premio Especial                                                                         | Notas |
| 2025                                                                       |                                                                                         |                                                                                         |                                                                                         |                                                                                         | |
| 2024                                                                       | Debido a cambios en las fechas del certamen nacional, no hubo elección estatal este año | Debido a cambios en las fechas del certamen nacional, no hubo elección estatal este año | Debido a cambios en las fechas del certamen nacional, no hubo elección estatal este año | Debido a cambios en las fechas del certamen nacional, no hubo elección estatal este año | Debido a cambios en las fechas del certamen nacional, no hubo elección estatal este año |
| 2023                                                                       | Ana Laura Vega Oropeza (Renunció)                                                       | Zamora                                                                                  | No Compitió                                                                             | -                                                                                       | - Compitió en Mexicana Universal Michoacán 2022 - Miss Michoacán 2021 |
| 2023                                                                       | Patricia Rodríguez Orozco (Asumió)                                                      | Jacona                                                                                  | Por Competir                                                                            |                                                                                         | - 1.ª Finalista en Mexicana Universal Michoacán 2019 |
| 2022                                                                       | Melissa Flores Godínez                                                                  | San Pedro Cahro                                                                         | Mexicana Universal                                                                      | -                                                                                       | - Compitió en Miss Universo 2023 - Miss Earth-Fire 2018 - Miss Earth México 2018 - Miss Earth Michoacán 2018 |
| 2021                                                                       | María Guadalupe Barragán Ayala                                                          | Lázaro Cárdenas                                                                         | -                                                                                       |                                                                                         | - 1.ª Finalista en Mexicana Universal Michoacán 2018 |
| 2020                                                                       | Debido a la contingencia por la pandemia Covid-19, no hubo elección estatal este año    | Debido a la contingencia por la pandemia Covid-19, no hubo elección estatal este año    | Debido a la contingencia por la pandemia Covid-19, no hubo elección estatal este año    | Debido a la contingencia por la pandemia Covid-19, no hubo elección estatal este año    | Debido a la contingencia por la pandemia Covid-19, no hubo elección estatal este año |
| 2019                                                                       | Adriana Zacarías Avilés                                                                 | Morelia                                                                                 | -                                                                                       | -                                                                                       | - |
| 2018                                                                       | Diana Martínez Lagunas                                                                  | Nueva Italia                                                                            | Top 20                                                                                  | -                                                                                       | - Compitió en Mexicana Universal Michoacán 2017 - Compitió en Reina Expo Feria Michoacán 2014 |
| 2017                                                                       | Leslie González Villagómez                                                              | Apatzingán                                                                              | Top 10                                                                                  | -                                                                                       | - 1.ª Finalista en Miss All Nations 2019 - Miss All Nations México 2019 - Reina Expo Fiesta Michoacán 2016 |
| Hasta el año 2016 el titulo estatal fue nombrado Nuestra Belleza Michoacán |                                                                                         |                                                                                         |                                                                                         |                                                                                         | |
| 2016                                                                       | Renata Padilla Espinoza                                                                 | Lázaro Cárdenas                                                                         | -                                                                                       | -                                                                                       | - |
| 2015                                                                       | Magdalena Chiprés Herrera                                                               | Zamora                                                                                  | Top 10                                                                                  | Premio Académico                                                                        | - Virreina Hispanoamericana 2016 - Reina Hispanoamericana México 2016 - Reina Expo Feria Michoacán 2014 |
| 2014                                                                       | Michelle Anaid Garibay Cocco                                                            | Morelia                                                                                 | -                                                                                       | -                                                                                       | - 3.ª Finalista en World Miss University 2018 - Miss Mundo Universidad México 2018 |
| 2013                                                                       | Británia Méndez Castellanos                                                             | Apatzingán                                                                              | -                                                                                       | -                                                                                       | - |
| 2012                                                                       | Sofía Chávez Castillo                                                                   | Jacona                                                                                  | -                                                                                       | -                                                                                       | - |
| 2011                                                                       | Edna Paola Álvarez Madriz                                                               | Nueva Italia                                                                            | -                                                                                       | -                                                                                       | - Señorita COBAEM 2011 |
| 2010                                                                       | Karla Paulina Gutiérrez García                                                          | Morelia                                                                                 | Top 15                                                                                  | -                                                                                       | - Top 5 en Rostro de México 2015 - Miss Grand Distrito Federal 2015 - 2.ª Finalista en Reina Mundial del Banano 2012 - Reina del Banano México 2012 - Compitió en Miss Gaming International 2012 - Miss Gaming México 2012 - Compitió en Miss Tourism Queen International 2011 - Miss Tourism Queen México 2011 |
| 2009                                                                       | Itzel Viridiana García Rojas                                                            | Apatzingán                                                                              | -                                                                                       | -                                                                                       | - Reina Expo Feria Michoacán 2008 |
| 2008                                                                       | Alexis Navarro Gutiérrez                                                                | Morelia                                                                                 | -                                                                                       | -                                                                                       | - |
| 2007                                                                       | Yasamin Samiei Vela                                                                     | Morelia                                                                                 | -                                                                                       | -                                                                                       | - |
| 2006                                                                       | Tania Vanessa Rincón Sánchez                                                            | La Piedad                                                                               | Top 10                                                                                  | Premio Académico                                                                        | - |
| 2005                                                                       | Ángela Vanessa Paredes Soto                                                             | Huetamo                                                                                 | -                                                                                       | -                                                                                       | - 1.ª Finalista en Señorita Michoacán 2004 |
| 2004                                                                       | Elizabeth Cortés Orozco                                                                 | Apatzingán                                                                              | Top 10                                                                                  | -                                                                                       | - |
| 2003                                                                       | Yaminah Márquez Pérez                                                                   | Yurécuaro                                                                               | Top 20                                                                                  | -                                                                                       | - |
| 2002                                                                       | Angélica Navarrete Higareda                                                             | Sahuayo                                                                                 | -                                                                                       | -                                                                                       | - |
| 2001                                                                       | No se envió candidata este año                                                          | No se envió candidata este año                                                          | No se envió candidata este año                                                          | No se envió candidata este año                                                          | No se envió candidata este año |
| 2000                                                                       | No se envió candidata este año                                                          | No se envió candidata este año                                                          | No se envió candidata este año                                                          | No se envió candidata este año                                                          | No se envió candidata este año |
| 1999                                                                       | María Elena Duarte Ramírez                                                              | Morelia                                                                                 | -                                                                                       | -                                                                                       | - |
| 1998                                                                       | Giovanna Páramo Garduño                                                                 | Morelia                                                                                 | -                                                                                       | -                                                                                       | - |
| 1997                                                                       | María de Lourdes Romero Orozco                                                          | Apatzingán                                                                              | -                                                                                       | -                                                                                       | - |
| 1996                                                                       | Verónica Martínez Pérez                                                                 | Apatzingán                                                                              | -                                                                                       | -                                                                                       | - |
| 1995                                                                       | Erika Martínez Cardenas                                                                 | Morelia                                                                                 | -                                                                                       | -                                                                                       | - |
| 1994                                                                       | María Nohemí Acuña Avilés                                                               | Morelia                                                                                 | -                                                                                       | -                                                                                       | - |